# Helsinki Thunder

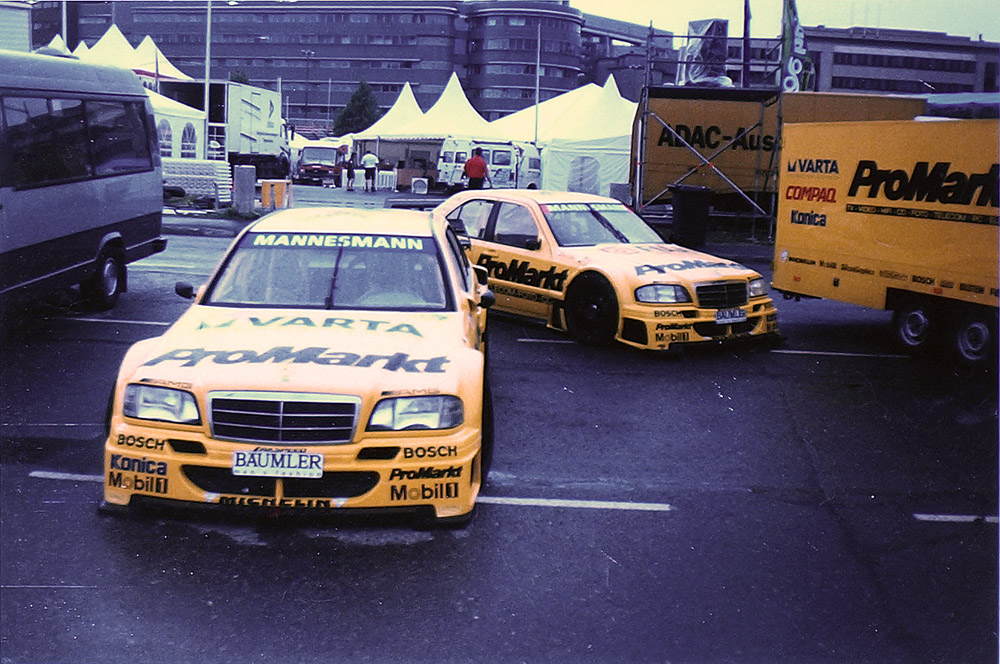
Zwei Mercedes C-Klasse ITC-Rennwagen in Helsinki, 1995

Das Helsinki Thunder war eine von 1995 bis 1997 einmal jährlich ausgetragene Rennsport-Veranstaltung, auf einer temporären Motorsport-Rennstrecke im Hafengebiet der finnischen Hauptstadt Helsinki. Der dabei benutzte Stadtkurs, der jedes Jahr in einer leicht unterschiedlichen Konfiguration eingerichtet wurde, wird synonym mit demselben Titel bezeichnet.

## Geschichte
Im ersten Jahr betrug die Streckenlänge 3,300 km, danach wurde der Kurs auf 3,180 km verkürzt.

## Veranstaltungen
1995 und 1996 war die International Touring Car Championship (ITC), die internationale Nachfolgeserie der Deutschen Tourenwagen-Meisterschaft (DTM) in Helsinki zu Gast. Es gewannen Christian Danner und Nicola Larini auf Alfa Romeo 155 V6 TI (beide 1995) sowie Hans-Joachim Stuck (1996, beide Läufe) auf Opel Calibra V6 4x4.
Mit dem 3-Stunden-Rennen von Helsinki 1997 wurde  im Jahr darauf ein Lauf der FIA-GT-Meisterschaft in Helsinki ausgetragen. Der von 24 Wagen (14 GT1 und 10 GT2) über 113 Runden ausgetragene Lauf wurde von Steve Soper und JJ Lehto auf einem McLaren GTR GT1 des Teams BMW Motorsport gewonnen. Das im Rahmenprogramm ausgetragene Rennen der Formel 3000 gewann der Franzose Soheil Ayhari auf einem Reynard des Astromega Teams. Dabei kamen nur 9 der 24 gestarteten Wagen in Wertung ins Ziel.